# 泰国国会

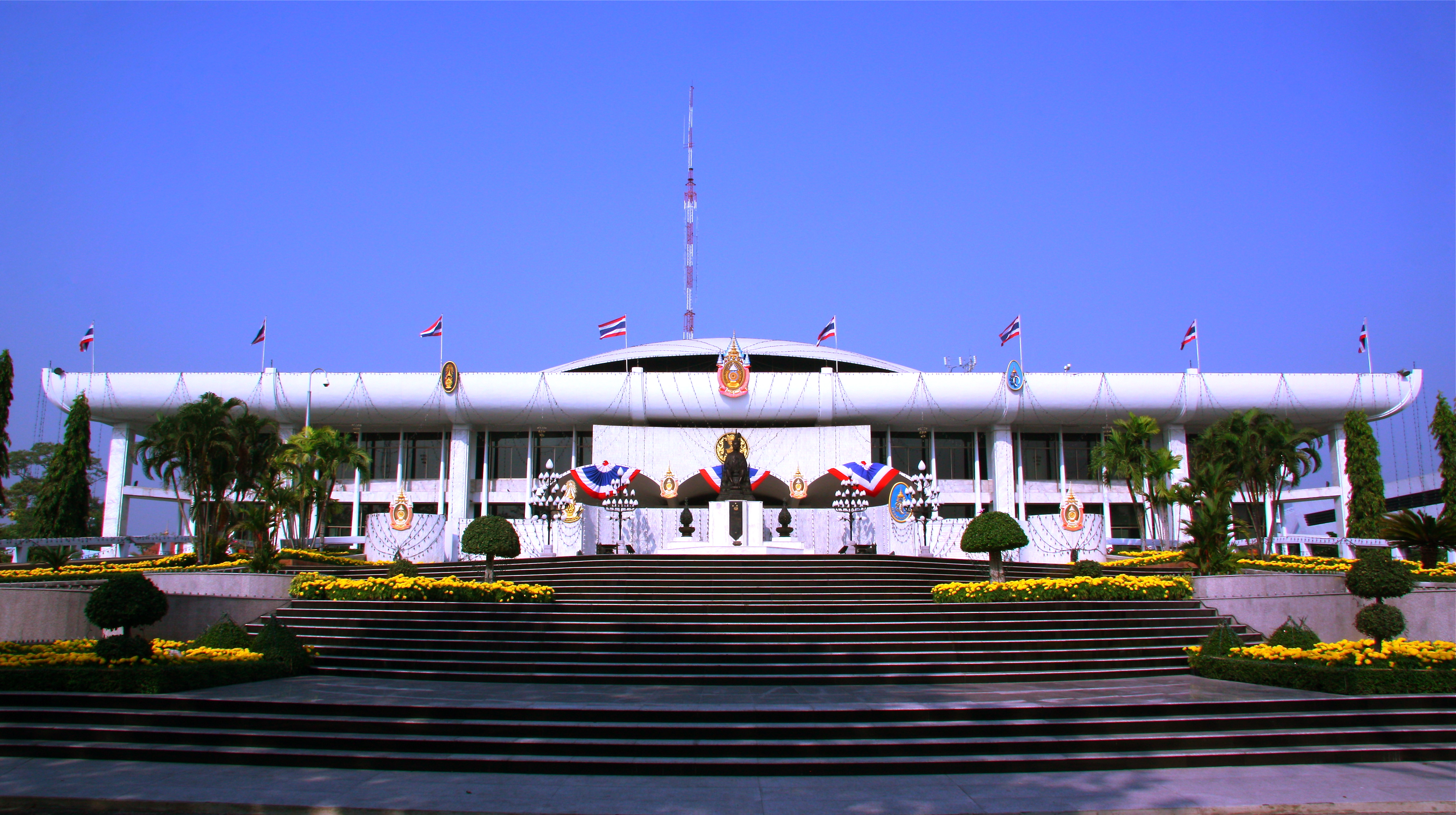
国会大楼

泰国国会（皇家轉寫：Ratthasapha，國際音標：[rát.tʰà.sà.pʰaː])）是泰国的国家立法机关。泰国国会实行两院制，即泰国参议院和泰国众议院。泰国参议院设有250个议席，目前全由泰国军方委任产生。泰国众议院设有500个席位，全由选举产生。政府需要獲得眾議院過半數議員的支持才能夠執政。
2014年泰国军事政变后，泰国国会曾被军政府強制解散，并由泰国国家立法议会取代其立法職權，250名议员全由泰国军方委任。直到「2017年泰國憲法」頒布施行後，泰國國會才又恢復正常運作，直至2019年泰國大選後，才全面恢復原有功能。

## 历史
1932年，泰國軍方和部分平民發動暹羅立憲革命政变，将暹羅从一个君主专制国家转变为君主立宪制国家。同年，暹羅实行第一部宪法并成立暹羅国会。1949年，暹羅国会更名为泰国国会。截至2015年，由泰国军方发动的军事政变导致泰国国会前后被罢免多次。
2016年，由泰國軍政府主導的修憲方案進行公投以61%通過。新憲法中的立法機構會行兩院制，其中參議院有250席，任期5年，當中大部分議席由軍方選任；眾議院有500席，任期4年，當中375席由單選區制產生，其餘125席則是比例代表制產生。同時公投亦通過了泰國首相由參議院和眾議院議員共同選出，所以新憲法被視作泰國軍方為長期掌控政權鋪路。
新憲法行憲之後的第一次選舉是2019年泰國眾議院選舉，由為泰黨贏得較多議席，但親軍政府的人民國家力量黨聯合泰自豪黨、民主黨等黨派取得眾議院過半數，連同參議院250席，巴育成功延續其總理一職。
2023年泰国众议院选举廢除比例代表制改採並立制，400席區域席次以及100席比例代表席次。此次選舉，由巴育領導的政黨统一泰国建国党僅獲36席。而反對黨前進黨以及為泰黨兩黨共取得過半席次，對巴育的連任造成阻礙。